# Lachtinsko-Pravoberezjnaja-lijn
De Lachtinsko-Pravoberezjnaja-lijn (Russisch: Лахтинско-Правобережная линия) (lijn 4) in Sint-Petersburg werd geopend in 1985. De lijn verbindt het centrum van de stad met het zuidoosten. De Pravoberezjnaja-lijn heeft een lengte van 11,2 kilometer en telt 8 stations. De reisduur van eindpunt naar eindpunt bedraagt ongeveer 18 minuten. De naam van de lijn betekent "rechteroever" en verwijst naar een van de gebieden die de lijn bedient. Op metrokaarten wordt de Pravoberezjnaja-lijn aangeduid met de kleur oranje.

## Geschiedenis
De lijn werd oorspronkelijk gebouwd om nieuwe woongebieden op de rechteroever van de Neva te ontsluiten. Later werd de Pravoberezjnaja-lijn via het stadscentrum verlengd naar de eilanden in de Nevadelta en het noordwestelijke stadsdeel Primorski. Dit noordwestelijke traject was echter slechts tijdelijk aan de lijn gekoppeld en maakt sinds 2009 deel uit van de Froenzensko-Primorskaja-lijn (lijn 5).
| Traject                                                  | Openingsdatum     |
| -------------------------------------------------------- | ----------------- |
| Plosjtsjad Aleksandra Nevskogo - Prospekt Bolsjevikov    | 30 december 1985  |
| Prospekt Bolsjevikov - Oelitsa Dybenko                   | 1 oktober 1987    |
| Sadovaja - Plosjtsjad Aleksandra Nevskogo                | 30 december 1991  |
| Tsjkalovskaja - Sadovaja                                 | 15 september 1997 |
| Staraja Derevnja - Tsjkalovskaja                         | 14 januari 1999   |
| Komendantski prospekt - Staraja Derevnja                 | 2 april 2005      |
| Komendantski prospekt - Sadovaja Overgheveld naar lijn 5 | 7 maart 2009      |
| Spasskaja - Dostojevskaja                                | 7 maart 2009      |
| Spasskaja - Gornyj Institoet                             | verwacht 2022     |
| Oelitsa Dybenko - Koedrovo                               | verwacht 2025     |

## Stations
De stations van de Pravoberezjnaja-lijn zijn allen diep gelegen en beschikken alle over een eilandperron. Op drie stations kan er overgestapt worden op een andere metrolijn, op een station bestaat een overstapmogelijkheid op de spoorwegen.
| Station                          | Overstappunt                   | Foto * | Geopend          | Opmerkingen                                                                               |
| -------------------------------- | ------------------------------ | ------ | ---------------- | ----------------------------------------------------------------------------------------- |
| Gornyj Institoet                 |                                | 100 !  | 27 december 2024 | Vanaf 2030 overstap via station Bolsjoj Prospekt op de ringlijn                           |
| Teatralnaja                      |                                | 110 !  | 2025             |                                                                                           |
| Spasskaja                        | Sennaja plosjtsjad Sadovaja    | 120 !  | 7 maart 2009     |                                                                                           |
| Dostojevskaja                    | Vladimirskaja                  | 130 !  | 30 december 1991 |                                                                                           |
| Ligovski prospekt                |                                | 140 !  | 30 december 1991 |                                                                                           |
| Plosjtsjad Aleksandra Nevskogo 2 | Plosjtsjad Aleksandra Nevskogo | 150 !  | 30 december 1985 |                                                                                           |
| Novotsjerkasskaja                |                                | 160 !  | 30 december 1985 | Rechteroever van de Neva Tot juli 1992 heette het station Krasnogvardejskaja (Rode Garde) |
| Ladozjskaja                      | Langeafstandstreinen           | 170 !  | 30 december 1985 | Rechteroever van de Neva                                                                  |
| Prospekt Bolsjevikov             |                                | 180 !  | 30 december 1985 | Rechteroever van de Neva                                                                  |
| Oelitsa Dybenko                  |                                | 190 !  | 1 oktober 1987   | Rechteroever van de Neva                                                                  |
| Koedrovo                         |                                | 200 !  | 2025             | Rechteroever van de Neva                                                                  |

- De sorteerwaarde van de foto's is de ligging langs de lijn

Binnen een overstapcomplex hebben de stations per lijn een andere naam, met uitzondering van Plosjtsjad Aleksandra Nevskogo.

## Materieel
De dienst op de Pravoberezjnaja-lijn wordt uitgevoerd met zesrijtuigtreinen. De lijn beschikt over één depot, Vyborgskoje (№ 6), dat zich bevindt aan het noordelijke einde van lijn 2. De vloot van de lijn bestaat uit 42 treinstellen.

## Toekomst
In het westen zal de Pravoberezjnaja-lijn worden verlengd via Zenit naar een gepland overstapstation ten noorden van Komendantski prospekt. Als eerste fase van deze verlenging worden Teatralnaja en Gornyj Institoet gebouwd, waarmee in 2030 een aansluiting op de ringlijn tot stand komt. De eerste fase is inmiddels in aanbouw.
In het zuidoosten zal de Pravoberezjnaja-lijn met één station verlengd worden tot Koedrovo. Als laatste zal er een nieuw depot worden toegevoegd dat de naam "Pravoberezhnoye" zal dragen.